# Billy Bis
Pour les articles homonymes, voir Bis.
Billy Bis est une revue de petit format de l'éditeur Jeunesse et Vacances qui a eu 28 numéros de juillet 1972 à octobre 1974 (+7 recueils).

## Les Séries
- Billy Bis (Antonio Mancuso & Loredano Ugolini). Série créée dans L'Intrepido en 1966.
- Caramel-Kid (Antonio Mancuso & Carlo Savi)
- Galix
- Les Onze Faucons
- Lone Wolf (Luigi Grecchi & Fernando Fusco)
- Police de la route
- Ringo Justice